# كامبرتونو

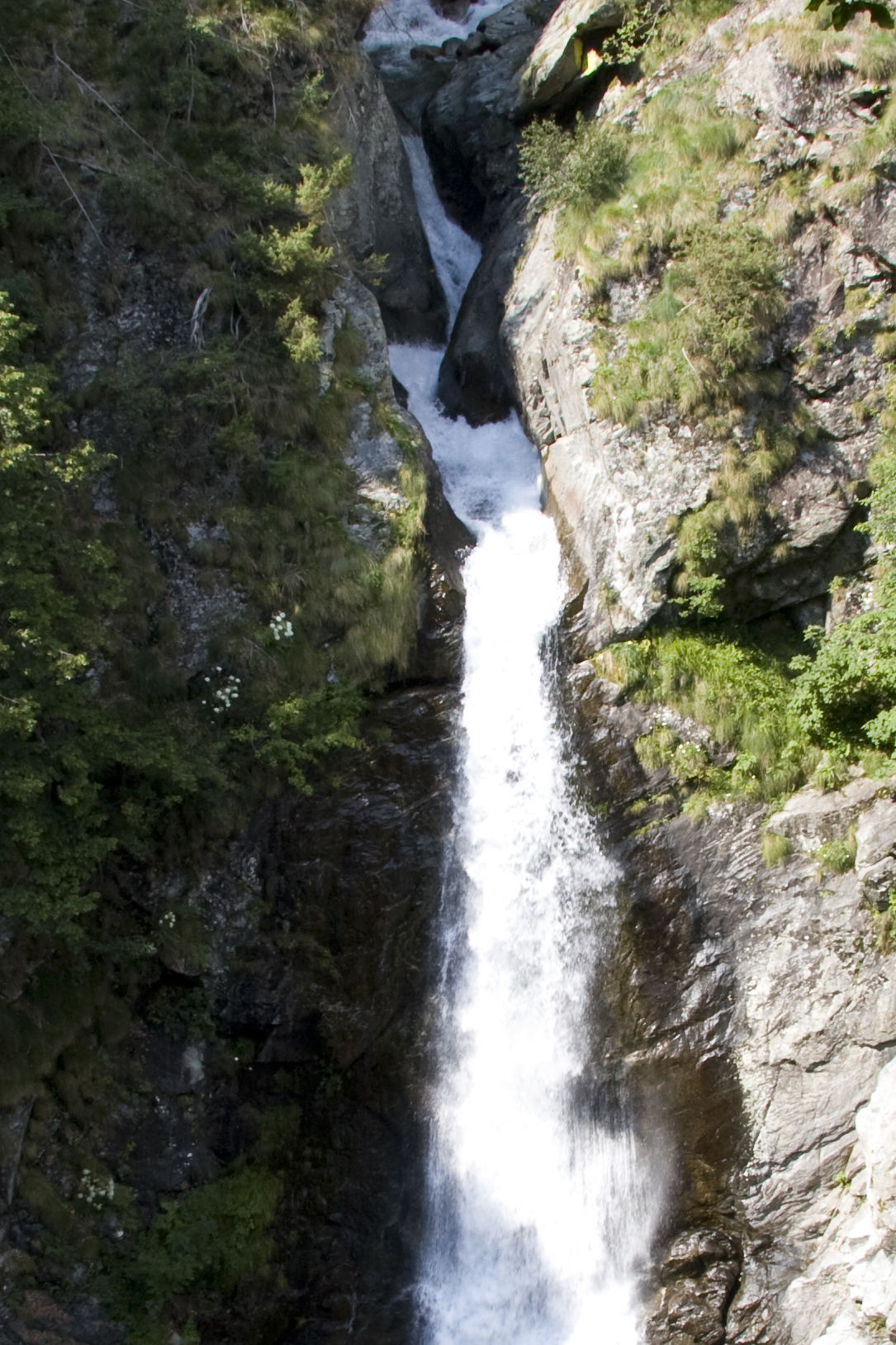
شلال تيناتشو

كامبرتونو هي بلدية في مقاطعة فرشيلي التابعة لإقليم بييمونتي الإيطالي، تقع على بعد حوالي 90 كيلومتر (56 ميل) إلى الشمال الشرقي من مدينة تورينو وحوالي 60 كيلومتر (37 ميل) إلى الشمال الغربي من فرشيلي. في 31 كانون الأول / ديسمبر 2004 كان عدد سكانها 226 نسمة، وتبلغ مساحتها 34.0 كيلومتر مربع (13.1 ميل2).
تقع كامبرتونو على حدود البلديات التالية: بوتشيليتو، موليا، بيوده، راسا، ريفا فالدوبيا، سكوبيلو.